# Parlamentswahl in Pakistan 1988
Die Parlamentswahlen in Pakistan 1988 fanden am 15. November 1988 statt. Es wurden die Mitglieder der Nationalversammlung und des Senats gewählt. Benazir Bhutto, Spitzenkandidatin der PPP trat gegen die technokratische Militärregierung von Zia ul Haq an. Benazir Bhuttos Partei gewann 84 von 207 Sitzen im Parlament. Die PPP konnte zum zweiten Mal in Folge die Regierung stellen. Benazir Bhutto gelang  als erste Frau in der muslimischen Welt an die Regierungsspitze. Nawaz Sharif ging in die Opposition.

## Hintergrund
Die Parlamentswahlen wurden 1977 abgehalten. Zulfiqar Ali Bhutto konnte sich im Parlament eine Zweidrittelmehrheit sichern. Es kam jedoch zu Unruhen und Zia ul Haq stürzte die Regierung der PPP durch einen Putsch. Das Kriegsrecht wurde aufgehoben. Die Wahlen 1985 wurden abgehalten und  Mohammad Junejo, ein Politiker aus dem Sindh, wurde zum Premierminister ernannt. Zia ul Haq löste im Mai 1988 das Parlament auf und setzte Premierminister Junejo ab. Zia ul Haq versprach, Wahlen innerhalb der nächsten 90 Tagen abzuhalten.
Zia ul Haq gab bekannt, dass die Wahlen ohne Parteien abgehalten werden sollen. Die Wahlen wurden für den 20. Juli 1988 festgelegt. Der Oberste Gerichtshof Pakistans hob die Regelung nach dem Tod von Zia wieder auf.

## Wahlkampf
Es nahmen insgesamt 1370 Kandidaten an den Wahlen teil. Der Wahlkampf dauerte insgesamt einen Monat und verlief friedlich.
Nach dem Tod von Zia ul Haq verbündeten sich die demokratischen Sozialisten und die Säkularen mit der PPP. Zia ul Haq hatte die Sozialisten verboten, nachdem diese versuchten, seine Regierung zu stürzen. Die PPP warb in ihrem Wahlprogramm für den Kampf gegen den Terrorismus. Die PML-N warb für die Industrialisierung und die Privatisierung von Unternehmen. Die Muttahida Qaumi Movement (MQM) nahm nicht an den Wahlen teil. Einige Parteimitglieder kandidierten aber als unabhängige Kandidaten.

## Ergebnis
Bhutto gelang es, trotz aufkommenden Vorwürfen der Wahlmanipulation, die Wahl für sich zu entscheiden. Bhutto gewann die Wahl mit einem Vorsprung von 8 Prozent und lag somit vor dem Parteienbündnis IJI. Unabhängige Kandidaten der MQM kamen auf 5,4 Prozent und sicherten sich Sitze in Karatschi und Hyderabad.